# Гундобад
Гундобад або Гондебавд чи Гондовальд (д/н — 516) — король бургундів в 473—516 роках. Гундобаду приписується авторство Бургундської правди, яка поєднала римське законодавство зі звичаями бургундів. Її першу редакцію завершено у 501—502 роках (доповнювалася до 515 року).

## Життєпис

### На службі імперії
Син Гундіоха, короля бургундів, та сестри Ріцімера, патрикія Західної Римської імперії. Народився до 455 року. Приблизно у 470 році його було відправлено до Равенни, де Гундобад здобув гарну освіту. У 472 році після смерті Ріцімера отримав посаду патрикія (першої особи після імператора і фактичного правителя імперією) і стає magister militum praesentialis. 473 року після смерті імператора Олібрія посадив на трон Гліцерія, але Гундобад зберігав повну владу. Того ж року після смерті батька номінально оголошений співкоролем свого стрийка Гільперіка I. 474 року вступив у конфлікт з новим імператором Юлієм Непотом, що бажав правити самостійно. Гундобада було позбавлено усіх посад. Тому він повертається до Бургундії. У 480 році після смерті короля Гільперіка I починає боротьбу за владу з братами.

### Боротьба з братами
У 485 році почав війну з братами Гундобадом і Гільперіком. У 486 році Гундобад повалив одного зі своїх братів Годомара I, вбивши того у В'єнні. У 491 році, скориставшись боротьбою між Одоакром і остготами Теодоріха війська Гундобада спустошили провінцію Лігурія. Похід тривав до 492 року, коли Гундобад захопив багату здобич і 6 тис. полонених (за них згодом отримав чималий викуп). У 493 році Гундобад заколов мечем Гільперіка II і наказав кинути в воду з каменем на шиї його дружину, потім засудив на вигнання двох його доньок: Крону, що пішла до монастиря і Хродехільду (Клотильду). Втім за іншими відомостями Гільперіка II було вбито разом з братом Годомаром I або 491 року.
Приблизно в цей же час він запобіг подальшим спробам Авіта, єпископа В'єннського, з розповсюдження католицтва в Бургундії. При цьому сам єпископ не постраждав. Також король намагався зберігати мирні стосунки з католиками, незважаючи на прихильність до аріанства.
492 року укладає мирний договір з Остготським королівством, закріплений шлюбом Сигізмунда, сина Гундобада, і доньки короля Теодориха Великого. 496 році, скориставшись поразкою алеманів від коаліції салічних і ріпуарських франків, Гундобад розширив свої володіння за рахунок алеманів — повністю захопив колишню римську провінцію Максима Секванорум (до річки Ройс).
Головним суперником в Бургундії залишався останній брат — Годегізел. Той прийняв вигнаних Гундобадом небог. Обидва королі починають шукати допомоги один проти одного у короля франків Хлодвіга, який на той час розширив свої володіння до Луари та об'єднав усіх салічних франків. Хлодвіг підтримав Годегізела, який пообіцяв щорічну данину і територіальні поступки. У 500 році вороги Гундобада виступили проти нього. Вирішальна битва відбулася біля річки Уш (неподалік Діжона). Дізнавшись про підхід Хлодвіга, Гундобад запропонував брату об'єднатися проти зовнішнього ворога. Годегізель погодився, але в битві при Діжоні він перейшов на бік франків, і Гундобад зазнав поразки. Годегізель пішов на В'єнн, а Гундобад втік до Авіньйону, де опинився в облозі військами Хлодвига. Під тиском вестготского короля Аларіха II і за умови щорічної данини, Хлодвіг зняв облогу і відступив в свої володіння.
501 року, порушивши договір з Хлодвігом, Гундобад атакував брата, взявши того в облогу в В'єнні. Завдяки зраді загін Гундобада проник до обложеного місто водопровідним каналом і завдав удару в тил обложеним. Годегізель спробував сховатися в аріанській церкві але був там убитий разом з аріанським в'єннським єпископом. Внаслідок цього Гундобад об'єднав усю Бургундію. У 503 році в Оксеррі уклав союз з Хлодвігом, спрямований проти Вестготського королівства. Гундобад при цьому розраховував захопити Прованс і Септиманію, щоб отримати вихід до Середземного моря.

### Війни з готами
У 507 році під час війни франків з вестготами війська бургундів під командуванням Сигізмунда, сина Гундобада підійшли на допомогу до Хлодвіга. У вирішальній битві при Вує (неподалік Пуатьє) вестготи були розбиті, Аларіх II загинув, його син Амаларіх відступив до Іспанії. Після цього бургунди з частиною франків у внутрішні райони Аквітанії, а Хлодвіг пішов узбережжям через Бордо на Тулузу. Гундобад спробував оволодіти Арлем і отримати вихід до Середземного моря, але був зупинений полководцем остготів Іббой, який зайняв Прованс. У 508—509 роках Гундобад вимушений був вести війну з остготами, що захопили Авіньйон та сплюндрували бургундські володіння до Оранжу і Валансьєну.
Таким чином, більша частина вестготської Галлії, крім Провансу, зайнятого остготами і Септіманії, що залишилася під контролем вестготів, потрапила під владу франків. Гундобад не отримав жодного зиску від підтримки Хлодвіга. Навпаки фактично сприяв значному посиленню Франкського королівства. Разом з тим бургунди в цій війні зазнали суттєвих втрат, що послабило королівство.

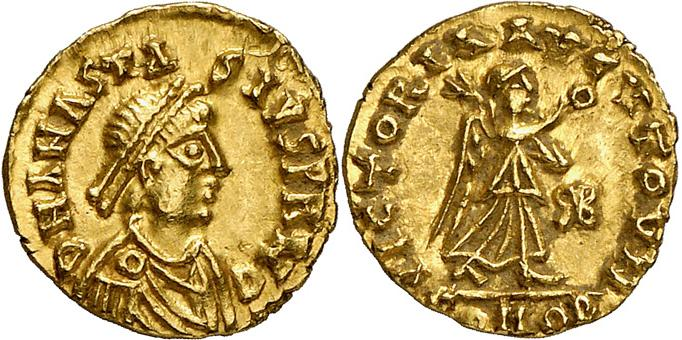
Треміс Анастасія I з монограмою Гундобада

У 511 році після смерті франкського короля Хлодвіга тимчасового зникла загроза з півночі. Водночас Гундобад встановив союзні стосунки зі Східною Римською імперією, отримавши посаду magister militum від імператора Анастасія I, як визнання свого статусу в Галлії. Також отримав право карбувати треміси з зображенням імператора та своєю монограмою. У 516 році Гундобад помер. Владу успадкував його син Сигізмунд.

## Правництво
Важливим звершенням Гундобада і його римських юристів було створення на початку V ст. двох збірок законів. Бургундська правда (Lex Burgundiorium), яка складалася і доповнювалася в 501-515 роках, розглядала справи бургундів, але застосовувалася також в разі позовів між бургундами і гало-римлянами. Друга збірка Lex Romana Burgundionum, складена близько 506 року, була призначена для судових розглядів позовів між галло-римлянами, що проживали в Бургундському королівстві. Цей кодекс був компіляцією приписів пізньоримського права, переважно з кодексу Феодосія. Шлюби між бургундами і римськими громадянами заборонялися, втім мирне співіснування між ними цим не порушувалося.

## Родина
- Сигізмунд, король у 516—524 роках
- Годомар, король у 524—534 роках